# Bessay-sur-Allier
 (mai 2017).
Pour les articles homonymes, voir Bessay (homonymie).
Bessay-sur-Allier est une commune française située dans le département de l'Allier, en région Auvergne-Rhône-Alpes.
Ses habitants sont nommés les Bessaytois et les Bessaytoises.

## Géographie

### Localisation
Bessay-sur-Allier est l'une des neuf municipalités ayant formé le canton de Neuilly-le-Réal. À la suite du redécoupage des cantons du département de l'Allier, entré en vigueur après les élections départementales de 2015, elle dépend du canton de Moulins-2.
La commune de Bessay-sur-Allier est limitrophe de celles de Toulon-sur-Allier au nord, Neuilly-le-Réal au nord-est, Gouise au sud-est, La Ferté-Hauterive et Saint-Gérand-de-Vaux au sud, Châtel-de-Neuvre (quadripoint) au sud-ouest et Chemilly au nord-ouest.
| Chemilly                       | Toulon-sur-Allier                        | Neuilly-le-Réal |
|                                | Bessay-sur-Allier                        |                 |
| Châtel-de-Neuvre (quadripoint) | La Ferté-Hauterive, Saint-Gérand-de-Vaux | Gouise          |

### Géologie et relief
La superficie communale (3 460 hectares) est pour moitié située dans la plaine alluviale de l'Allier, à l'ouest, et dans un territoire humide et légèrement vallonné, à l'est, qui est classé en région naturelle Sologne bourbonnaise. Un dénivelé moyen de 62 mètres sépare les deux parties, avec une altitude comprise entre 209 et 271 mètres.

### Hydrographie
La commune est située sur la rive droite de l'Allier. Trois ruisseaux coulant est-ouest, drainent la commune :
- la Crevée, au nord, affluent de La Sonnante, dont elle rejoint le cours sur la commune voisine de Toulon-sur-Allier, prend sa source à proximité des limites communales de Bessay et de Neuilly-le-Réal. Son cours se tarit en été ;
- le ruisseau du Moulin, au centre, affluent du Luzeray, dont il rejoint le lit dans le bourg de Bessay, prend sa source au Bois de Parrière (commune de Gouise). Son flux permanent autorisait autrefois la présence de moulins sur son cours ;
- le Luzeray, au sud, est le plus important des trois. D'une longueur de dix-neuf kilomètres et d'un bassin versant de près de 8 000 hectares, sa source apparaît dans les bois de Jaligny-sur-Besbre, aux confins des communes de Jaligny, Treteau et Saint-Voir. Son confluent avec l'Allier se situe sur la commune au lieu-dit « le Pacage ».

### Voies de communication et transports

#### Voies routières

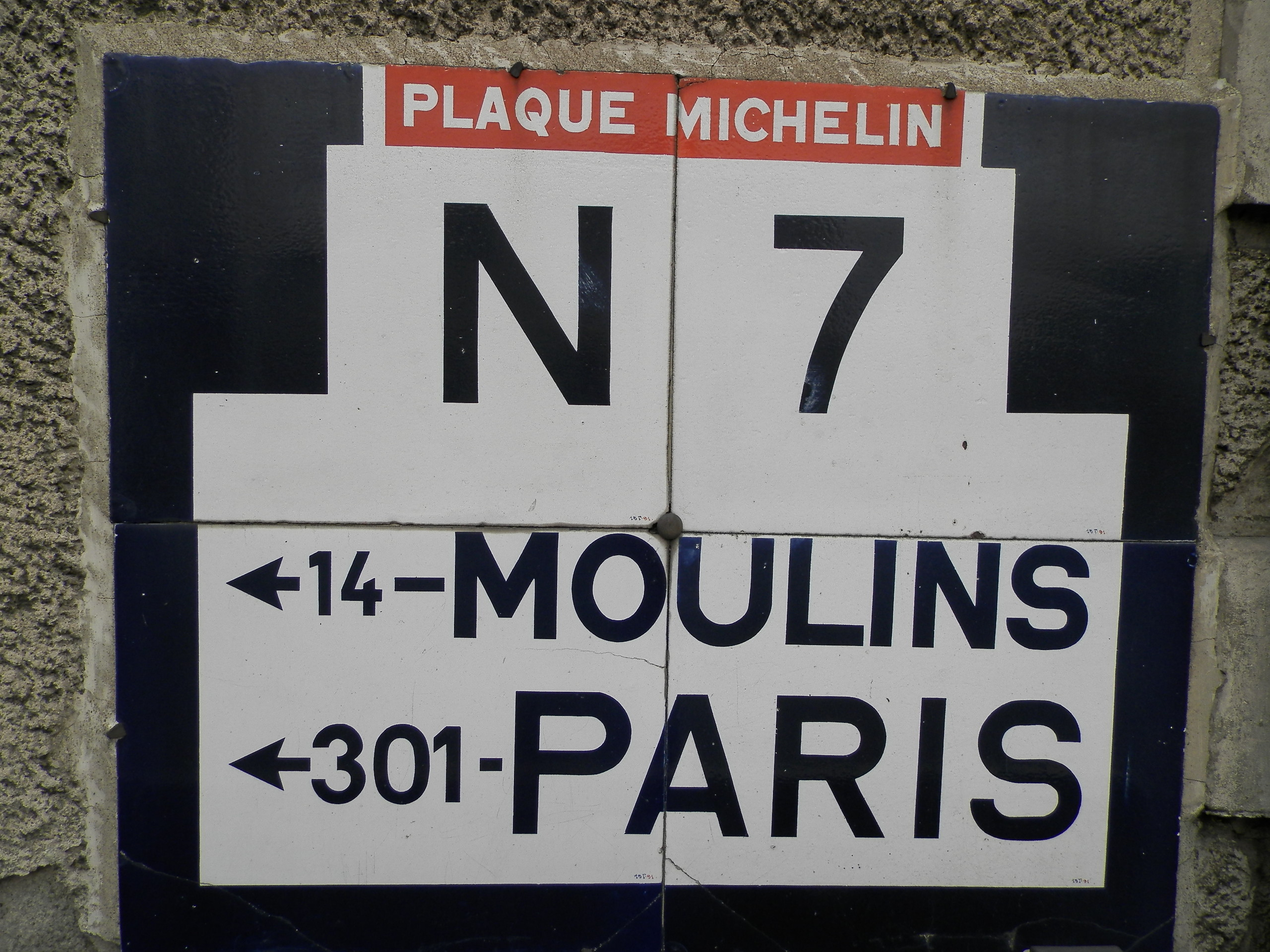
Plaque Michelin de la route nationale 7.

La légendaire Route bleue portait le bourg de Bessay-sur-Allier à exactement 301 kilomètres de Paris. Un panneau de signalisation le rappelle.
À mi-chemin entre Moulins au nord et Varennes-sur-Allier au sud, Bessay est traversée par la route nationale 7 reliant Paris à la Côte d'Azur, via Lyon.
Le maillage local est assuré par les routes départementales 31 (en direction de Neuilly-le-Réal), 102 (vers Gouise), 300 (vers La Ferté-Hauterive) et 300A.
Un court segment de la Route Centre-Europe Atlantique (RCEA) traverse l'extrême-nord du territoire communal, où elle franchit la rivière Allier.

#### Transport ferroviaire
Sur la ligne de Moret - Veneux-les-Sablons à Lyon-Perrache, ouverte en 1853, il existe une gare où s'arrêtent des trains régionaux. Exploitée par la SNCF, la gare de Bessay est desservie par des trains TER Auvergne-Rhône-Alpes effectuant la relation entre Moulins-sur-Allier et Clermont-Ferrand (quelques trains continuent au-delà) via Vichy.

### Climat
Pour des articles plus généraux, voir Climat d'Auvergne-Rhône-Alpes et Climat de l'Allier.
En 2010, le climat de la commune est de type climat océanique dégradé des plaines du Centre et du Nord, selon une étude du CNRS s'appuyant sur une série de données couvrant la période 1971-2000. En 2020, Météo-France publie une typologie des climats de la France métropolitaine dans laquelle la commune est exposée à un climat océanique altéré et est dans la région climatique Centre et contreforts nord du Massif Central, caractérisée par un air sec en été et un bon ensoleillement.
Pour la période 1971-2000, la température annuelle moyenne est de 10,9 °C, avec une amplitude thermique annuelle de 15,7 °C. Le cumul annuel moyen de précipitations est de 762 mm, avec 11 jours de précipitations en janvier et 7,2 jours en juillet. Pour la période 1991-2020, la température moyenne annuelle observée sur la station météorologique de Météo-France la plus proche, sur la commune de Montbeugny à 14 km à vol d'oiseau, est de 11,7 °C et le cumul annuel moyen de précipitations est de 754,1 mm,. Pour l'avenir, les paramètres climatiques de la commune estimés pour 2050 selon différents scénarios d'émission de gaz à effet de serre sont consultables sur un site dédié publié par Météo-France en novembre 2022.

## Urbanisme

### Typologie
Au 1er janvier 2024, Bessay-sur-Allier est catégorisée bourg rural, selon la nouvelle grille communale de densité à 7 niveaux définie par l'Insee en 2022.
Elle est située hors unité urbaine. Par ailleurs la commune fait partie de l'aire d'attraction de Moulins, dont elle est une commune de la couronne,. Cette aire, qui regroupe 64 communes, est catégorisée dans les aires de 50 000 à moins de 200 000 habitants,.

### Occupation des sols

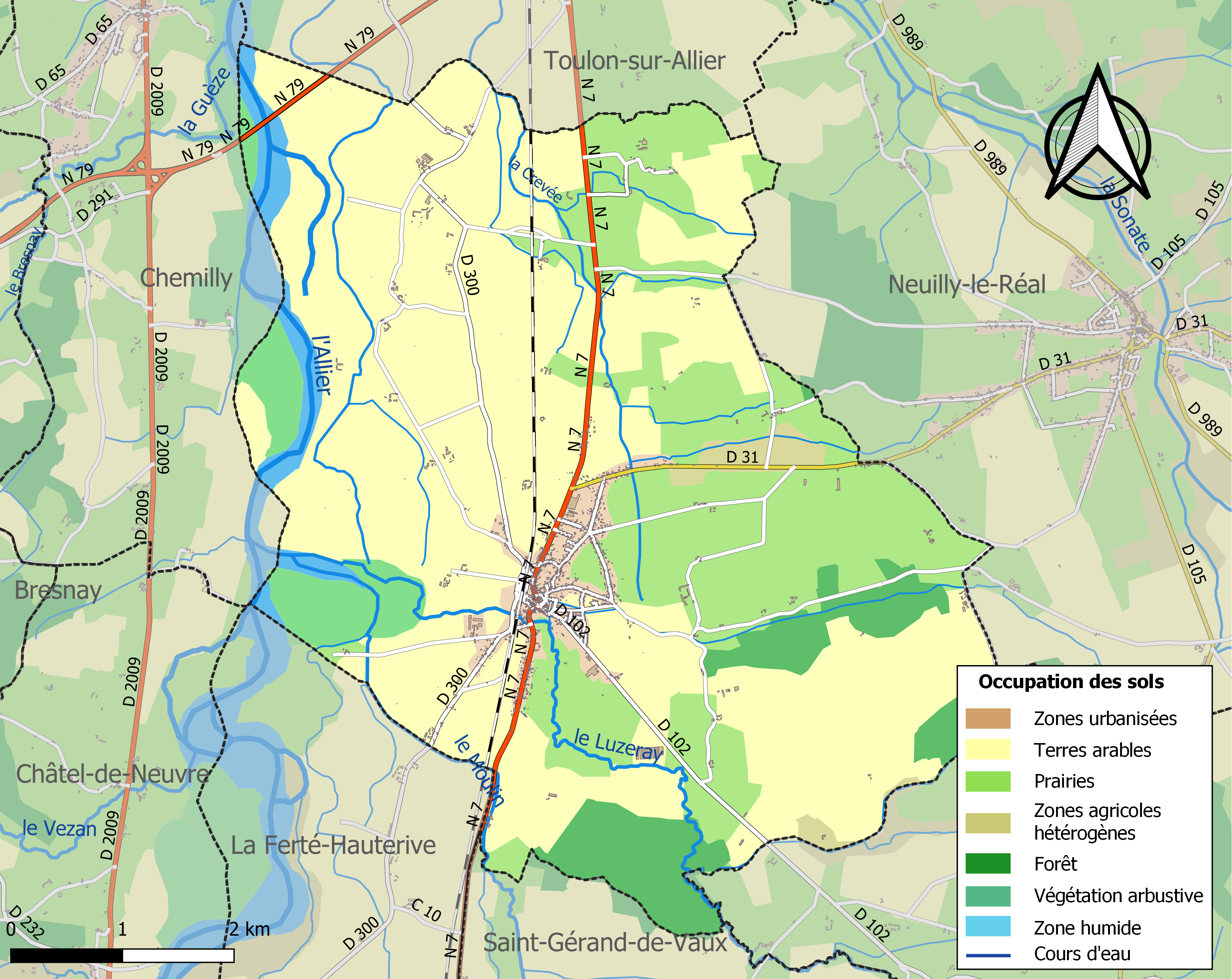
Carte des infrastructures et de l'occupation des sols de la commune en 2018 (CLC).

L'occupation des sols de la commune, telle qu'elle ressort de la base de données européenne d’occupation biophysique des sols Corine Land Cover (CLC), est marquée par l'importance des territoires agricoles (83,5 % en 2018), une proportion sensiblement équivalente à celle de 1990 (84,2 %). La répartition détaillée en 2018 est la suivante : 
terres arables (57,4 %), prairies (24,6 %), forêts (6,7 %), milieux à végétation arbustive et/ou herbacée (3,8 %), zones urbanisées (3,5 %), eaux continentales (2,6 %), zones agricoles hétérogènes (1,5 %).
L'IGN met par ailleurs à disposition un outil en ligne permettant de comparer l'évolution dans le temps de l'occupation des sols de la commune (ou de territoires à des échelles différentes). Plusieurs époques sont accessibles sous forme de cartes ou photos aériennes : la carte de Cassini (XVIIIe siècle), la carte d'état-major (1820-1866) et la période actuelle (1950 à aujourd'hui).

## Histoire

### Époque gallo-romaine
Depuis les temps les plus reculés, Bessay était une place forte ou ville fortifiée ou oppidum, selon l'expression latine. Deux voies romaines se croisaient sur le territoire de Bessay : l'une, venant d'Yzeure, prenait au vallon des Billards la direction de Saint-Gérand-de-Vaux après avoir franchi le Luzeray/Luzerai sur un pont de bois, l'autre partait de Chapeau pour aboutir au château de Paray et au port de « la Jolivette » sur la rivière Allier.
Il est probable que Jules César ait fréquenté ces voies au cours de la 7e campagne des Gaules en l'an 52 avant Jésus-Christ. En effet, son armée et celle de Vercingétorix s'observaient de chaque côté de l'Allier. Les Gaulois avaient détruit les ponts et César avait établi un camp (lieu-dit « camp des Romains ») dans les environs de Bessay pour aller réparer le pont de Donobrium, aujourd'hui Châtel-de-Neuvre.
Les archives de la Société d'émulation du Bourbonnais datées du 27 mars 1874 précisent qu'à la suite de travaux réalisés par un horticulteur sur un grand terrain loué à la commune, des vestiges d'habitations gallo-romaines venaient d'être mis au jour. On y avait retrouvé quantité de tuiles à rebords et imbriquées, de fragments de statuettes et d'animaux en terre blanche, des spécimens de vases ainsi qu'une anse d'amphore estampillée ACVT provenant des officines de potiers du Larry à Toulon-sur-Allier. On y retrouva aussi un goyard et une pièce de monnaie en bronze (à tête casquée). Ces habitations étaient établies dans le val d'Allier sur la rive droite du ruisseau le Luzerai.

### La paroisse de Bessay
Elle était peu étendue et groupée autour de son église, de son prieuré et de sa maison Dieu ou hôpital. Tout près de l'église, au midi, existait un point plus élevé, d'une grande importance militaire pour la défense locale : La Motte Saint-Paul. C'est en effet, sur cette butte entourée de fossés larges, profonds, remplis d'eau et alimentés par le Luzeray, qu'au Moyen Âge se dressait le château fort avec sa chapelle seigneuriale. Au pied de la Motte Saint-Paul, s'élevait un véritable faubourg avec de nombreux artisans de tous métiers. Cette chapelle a été dédiée à l'apôtre Paul, car elle contenait diverses reliques d'importance, dont un os du genou et un os du pouce droit du saint.

### La paroisse de Neufglise
Bessay ne se limitait pas seulement à son bourg et à son église. En effet, se rattachait à notre paroisse celle de Neufglise/Neuglise/Neuglize et la « Collecte du Roussat ». La paroisse de Neufglise était très étendue. Elle comprenait tous les domaines actuels s'étendant du château de Hauterive à celui de Bellevue, et du château de Paray au bois de bord. Entre le château des Roux et celui de Hauterive, un peu au-dessous du domaine des Billards, existait autrefois un petit Prieuré avec chapelle et terres. Le tout dédié à saint Georges. Ce prieuré avait été fondé comme la paroisse de Neufglise, par les chanoines réguliers de l'abbaye Saint-Gilbert de Neuffontaines vers la fin du XIIe siècle. En effet, vers 1188, une colonie de religieux vint se fixer sur les bords du Luzeray. Arrivés là, leur premier soin est d'y planter la croix en signe de possession (croix de fondation), et d'y bâtir une chapelle en bois avec des cellules. Ces granges monastiques qui donnèrent par la suite naissance à maints villages et hameaux étaient, quoique pauvres, parfaitement organisés. Chacune d'elles avait en plus de sa chapelle : dortoir, chauffoir, réfectoire, forge, tannerie, moulin à huile et à farine. Et dans le cas de Saint Georges, les religieux avaient monté une maillerie aux Simonins pour fouler le drap et les étoffes. Car là seulement existait une terre à foulon, sorte d'argile à dégraisser le lainage. 
Cette grange du Luzeray devint un prieuré florissant et connut durant plusieurs siècles une ère de prospérité. En 1535, quand François Ier leva des subsides pour ses guerres, le prieuré fournit une taxe plus lourde que celle de Bessay : il était donc plus riche que la paroisse. Mais vers la fin du XVIIe siècle, Saint Georges déclina rapidement et quand la révolution éclata, il était réduit à sa plus simple expression : la chapelle et trois pièces de terre. La révolution confisqua l'ensemble, qui fut affermé au tenancier de l'hôtel des trois pigeons à Bessay. En 1791, le tout fut vendu aux enchères pour 5 075 livres au châtelain de Hauterive. Mais ce dernier, appréhendé comme père d'émigré, fut jeté en prison, et dépouillé de tous ses biens qui furent vendus. Aujourd'hui il ne reste qu'un champ du domaine des Billards, qu'on appelle « fonds du ris ». La paroisse de Neufglise était avant la révolution un centre de vie et d'activité. Outre les deux voies romaines qui s'y croisaient, il existait un port au bord de la rivière Allier : le port de la « jolivette ». Celui-ci connaissait une intense activité. En effet, par ces voies de communication, arrivaient sans cesse des rouliers (navire de charge) transportant du bois et des Bouviers conduisant leur chars. La rivière Allier offrait à ces marchandises un moyen de transport facile et économique. Neufglise souffrit tout particulièrement de la révolution. L'église fut rasée, le presbytère et les biens vendus à « l'encan ». L'église fut ensuite débaptisée et pris le nom de « Montcailloux ». La « Collecte du Roussat » (enclave de la paroisse de Chemilly en raison du déplacement du cours de la rivière Allier) quant à elle, fut annexée à Bessay par arrêté de Fouché en 1793.

### Les sires de Bourbon à Bessay
Avec Yzeure, Bessay dut être un des premiers lieux occupés par les sires de Bourbon qui vinrent s'installer sur les vestiges de l'ancien château féodal. En effet, dès l'an 1096, une charte signale un officier (prepositus/preapositus) qui y rend la justice au nom des sires de Bourbon, et dans lequel il convient de voir le précurseur des juges-châtelains qui se succéderont à Bessay jusqu'à la Révolution.
Vers le milieu du XIIIe siècle, Guillaume Ier de Bourbon (fils d'Archambaud VIII) vint s'y fixer, fondant ainsi la branche des Bourbon de Bessay. Celui-ci épouse en 1270 Isabeau de Courtenay (fille de Guillaume, chevalier et seigneur de Champigneulles, et de Marguerite de Bourgogne). En mars 1261, il accorde la charte de coutumes et de franchise aux manants et habitants de Bessay. Par un bail de 1280, il afferme pour quatre ans les droits de péage sur la rivière Allier moyennant la somme de 1 400 livres. Guillaume Ier meurt le 15 novembre 1288.

Lui succède son fils Guillaume II, époux de Mathilde de Montgascon, qui meurt en 1316, et après la mort de son propre fils, Guillaume III. Sans descendance, le château retourne à la branche ducale des Bourbons.
En 1317, Jeanne de Bourbon reçoit le château de Bessay en dot, à l'occasion de ses fiançailles avec Jean de Châtillon. Toutefois, le mariage n'eut pas lieu. Jeanne épousa en 1318 Guy VIII, comte de Forez, et conserva sa dot. Ce dernier acquit de Perrin de Marcy, seigneur de la Motte, le droit de leyde qu'il possédait sur les bouchers, boulangers, cordonniers et tanneurs de Bessay. Après la mort du comte de Forez en 1360, lui succède son fils Louis, qui fut tué au cours de la bataille de Brignais en 1362. Jeanne de Bourbon, qui meurt en 1402, presque centenaire, avait fait donation du château de Bessay à son neveu direct et petit-fils par alliance, Louis II de Bourbon. Bessay redevint alors partie intégrante du duché de Bourbon.

En 1486, au moment de partir en guerre, le duc Jean II de Bourbon jugea prudent d'enlever les reliques conservées dans la chapelle de la Motte Saint-Paul et de les confier à cinq notables de Bessay. Un document le précise : en voici le texte en vieux français : 

« Nous, Jehan Borne escuier, Anne Gascon, Jehan et Pierre Faulconnets, Jehan Moisson, bourgeoys manans et habitants de Bessay, confessons avoir aujourdhuy datte de ces présentes reçu de nostre très redoubté seigneur Monseigneur le duc de Bourbonnois et d'Auvergne, les reliques cy après déclarées c'est assavoir une des pierres dont St Etienne fust lappidé ung os du genoil de St Pol et ung os du poulce dudict St Pol, lesquelles reliques ont esté par la commandement et ordonnance de Monseigneur prinses en la chapelle Sainct Pol assize en la Motte de Bessay et par des prédécesseurs mises en ycelle et pour la devauté d'ycelle. Nous a baillé en garde lesdittes reliques jusqu'à ce que par luy autrement en soyt ordonné et ycelles promettons randre ou soyt restituer à mondit seigneur le duc toutes les foys et quantez que par luy ou autre de par luy en serons requis. Tesmoins nos saings manuelz cy mis le deux jour de juing l'an mil IIII IIIxx six. »

### Les tombeaux des sires de Bourbon Bessay
Un bulletin de la Société d'émulation du Bourbonnais de 1894 reproduit un document datant du début du XVIIe siècle (dessin de Pierre Clairambault ?) qui donne la description des tombeaux de Guillaume Ier et de son épouse Isabeau de Cortenay. Il situe ces tombeaux dans la chapelle Saint-Paul de Bessay[réf. souhaitée]. Un autre article paru en 1981, nous renseigne sur le tombeau de Guillaume II, qui se trouve, lui, dans l'église Saint-Martin de Bessay.

### Les édifices disparus de Bessay
Outre un château féodal et sa chapelle, Bessay possédait trois édifices :
- Le prieuré de Bessay, qui, dès 1105, figure parmi les dépendances du prieuré bénédictin de Saint-Pourçain, membre lui-même de la puissante abbaye de Tournus. Les religieux de ce prieuré étaient chargés de desservir l'église paroissiale. Puis, comme souvent vers la fin du XVIe siècle, fut établi un prieur-curé. Ce prieuré se situait vraisemblablement dans le voisinage de l'église dédiée à saint Martin. Le prieuré de Bessay est encore mentionné dans un « pouillé »[Note 9] du diocèse de Clermont au XVe siècle.
- Le second établissement est l'hôtel-Dieu de Bessay qui occupait à peu près l'emplacement de la cure actuelle (en face de l'église Saint-Martin). Un plan de la fin du XVe siècle indique cet hôtel-Dieu aux alentours du déversoir du moulin Martin. En 1488, Jacques de la Tour, écuyer, était maître et gouverneur de l'hôtel-Dieu de Bessay, et cette charge existait encore en 1569. L'hôtel-Dieu de Bessay disparut par ordonnance royale de 1693, qui le réunit à l’hôpital général de Moulins.
- Le troisième édifice est la Poste royale. Celle-ci est mentionnée dès 1553[17]. Dès le début du XVIIe siècle, un régisseur était chargé d'entretenir les bêtes de somme nécessaires au transport : c'est-à-dire le précurseur des futurs maîtres de poste. Ce bâtiment était installé dans le vieux logis du Cheval Blanc. En 1692, ce logis fut agrandi et on pouvait lire l'inscription « bureau des vélocifères »[Note 10] (voir Jean-Baptiste de Chabannes). La Poste royale fut transportée successivement : en 1784 à l'ancienne auberge Notre-Dame, puis sous la Restauration dans les vastes bâtiments construits par le propriétaire du château de Paray, qui deviendront l'hôtel du Commerce.

### La vie au temps jadis
En 1925, les quelque 1 200 habitants de Bessay n'avaient ni l'électricité, ni le téléphone, et la route nationale 7 n'était pas encore goudronnée… Mais la commune, qui avait compté jusqu'à 1 610 âmes en 1891, ne comportait pas moins de quatre-vingts commerçants et artisans. Parmi eux, des maçons, des charpentiers et menuisiers, des charrons, des maréchaux-ferrants, des tailleurs et des couturières, et même un tailleur de pierre et un hongreur. Ces corporations faisaient bon ménage avec les premiers garages pour automobiles et vélocipèdes.
Parmi les anciens métiers, on trouvait aussi un meunier, trois sabotiers et deux entreprises de battage de moissons. Il y avait également un couple de marchands ambulants (colporteurs) qui partaient chaque matin avec chacun une brouette bourrée de produits de première nécessité et d'articles de couture, pour visiter les fermes alentour. On comptait également deux huileries et deux scieries, des marchands de vins, et les cafés et épiceries ne manquaient pas. Mais il n'y avait que deux boulangeries et une seule marchande de poissons.

## Politique et administration

### Tendances politiques et résultats
Les élections municipales de 2014 ont opposé trois candidats : Jean-Michel Laroche, Guy Lelay et Mme Danièle Mousset. Jean-Michel Laroche (liste socialiste) a été élu au premier tour avec 52,09 % des voix. Le maire sortant, Michel Simon, n'est pas en tête de liste, contrairement à ce que les sites de l'association des Maires de l'Allier et de la mairie, mentionnent, car apparaissant en troisième position parmi les quinze élus au conseil municipal sans faire partie des deux élus au conseil communautaire. Les deux candidats battus obtiennent respectivement 23,62 % et 24,27 % des voix, un et deux sièges au conseil municipal. Le taux de participation s'élève à 73,07 %.
Aux élections européennes de 2014, la liste FN arrive en tête avec 24,49 % des voix, suivie par la liste UG avec 22,43 % des voix puis par la liste UMP avec 22,20 % des voix. Le taux de participation est de 42,82 %.

### Liste des maires
| Période                                  | Période                   | Identité             | Étiquette | Qualité              |
| ---------------------------------------- | ------------------------- | -------------------- | --------- | -------------------- |
| Les données manquantes sont à compléter. |                           |                      |           |                      |
| 1896                                     | 1920                      | François Paul Girard |           |                      |
| 1920                                     | 1932                      | Claude Ministron     |           |                      |
| 1932                                     | 1936                      | Pierre Fagnaud       |           |                      |
| 1936                                     | 1945                      | Marcel Sarrazin      |           |                      |
| 1945                                     | 1959                      | Jean Fournier        |           |                      |
| 1959                                     | 1989                      | François Fontaine    |           |                      |
| 1989                                     | 2004                      | Michel Mabillon      |           |                      |
| 2004                                     | mai 2020                  | Michel Simon         | DVG       | Agriculteur retraité |
| mai 2020                                 | En cours (au 3 juin 2020) | Didier Paqueriaud    |           |                      |

## Population et société

### Démographie
L'évolution du nombre d'habitants est connue à travers les recensements de la population effectués dans la commune depuis 1793. Pour les communes de moins de 10 000 habitants, une enquête de recensement portant sur toute la population est réalisée tous les cinq ans, les populations de référence des années intermédiaires étant quant à elles estimées par interpolation ou extrapolation. Pour la commune, le premier recensement exhaustif entrant dans le cadre du nouveau dispositif a été réalisé en 2006.

En 2022, la commune comptait 1 384 habitants, en évolution de +3,36 % par rapport à 2016 (Allier : −1,38 %, France hors Mayotte : +2,11 %).
| 1793 | 1800 | 1806 | 1821 | 1831 | 1836 | 1841 | 1846  | 1851  |
| ---- | ---- | ---- | ---- | ---- | ---- | ---- | ----- | ----- |
| 327  | 615  | 805  | 810  | 879  | 903  | 940  | 1 056 | 1 190 |

| 1856  | 1861  | 1866  | 1872  | 1876  | 1881  | 1886  | 1891  | 1896  |
| ----- | ----- | ----- | ----- | ----- | ----- | ----- | ----- | ----- |
| 1 386 | 1 435 | 1 483 | 1 499 | 1 483 | 1 538 | 1 586 | 1 610 | 1 586 |

| 1901  | 1906  | 1911  | 1921  | 1926  | 1931  | 1936  | 1946  | 1954  |
| ----- | ----- | ----- | ----- | ----- | ----- | ----- | ----- | ----- |
| 1 525 | 1 495 | 1 440 | 1 275 | 1 235 | 1 230 | 1 254 | 1 232 | 1 251 |

| 1962  | 1968  | 1975  | 1982  | 1990  | 1999  | 2006  | 2011  | 2016  |
| ----- | ----- | ----- | ----- | ----- | ----- | ----- | ----- | ----- |
| 1 207 | 1 207 | 1 157 | 1 331 | 1 329 | 1 378 | 1 405 | 1 374 | 1 339 |

| 2021  | 2022  | - | - | - | - | - | - | - |
| ----- | ----- | - | - | - | - | - | - | - |
| 1 365 | 1 384 | - | - | - | - | - | - | - |

### Enseignement
Bessay-sur-Allier dépend de l'académie de Clermont-Ferrand.
Les élèves commencent leur scolarité dans l'école maternelle et l'école élémentaire publiques de la commune. Ils la poursuivent au collège Émile-Guillaumin de Moulins puis dans les lycées de Moulins et Yzeure.

### Sports
La commune possède un stade municipal, deux courts de tennis, un boulodrome, une salle de sports polyvalente (gymnastique - judo - tir à l'arc - sarbacane - ping-pong).

## Économie

### Entreprises et commerces
Bessay-sur-Allier possède : un cabinet médical avec kinésithérapeute, une pharmacie, deux restaurants, un commerce de proximité alimentation/journaux, une boucherie charcuterie, deux boulangeries, un salon de coiffure et un bar-tabac.
Entreprises :
- La Compagnie du biscuit (ex-usine Delos) ;
- Le groupe 3i Nature ;
- Interovo Avicoles France.

Un élevage intensif de plus de 320 000 poules se trouve dans la commune.

## Culture locale et patrimoine

### Lieux et monuments

#### Église Saint-Martin

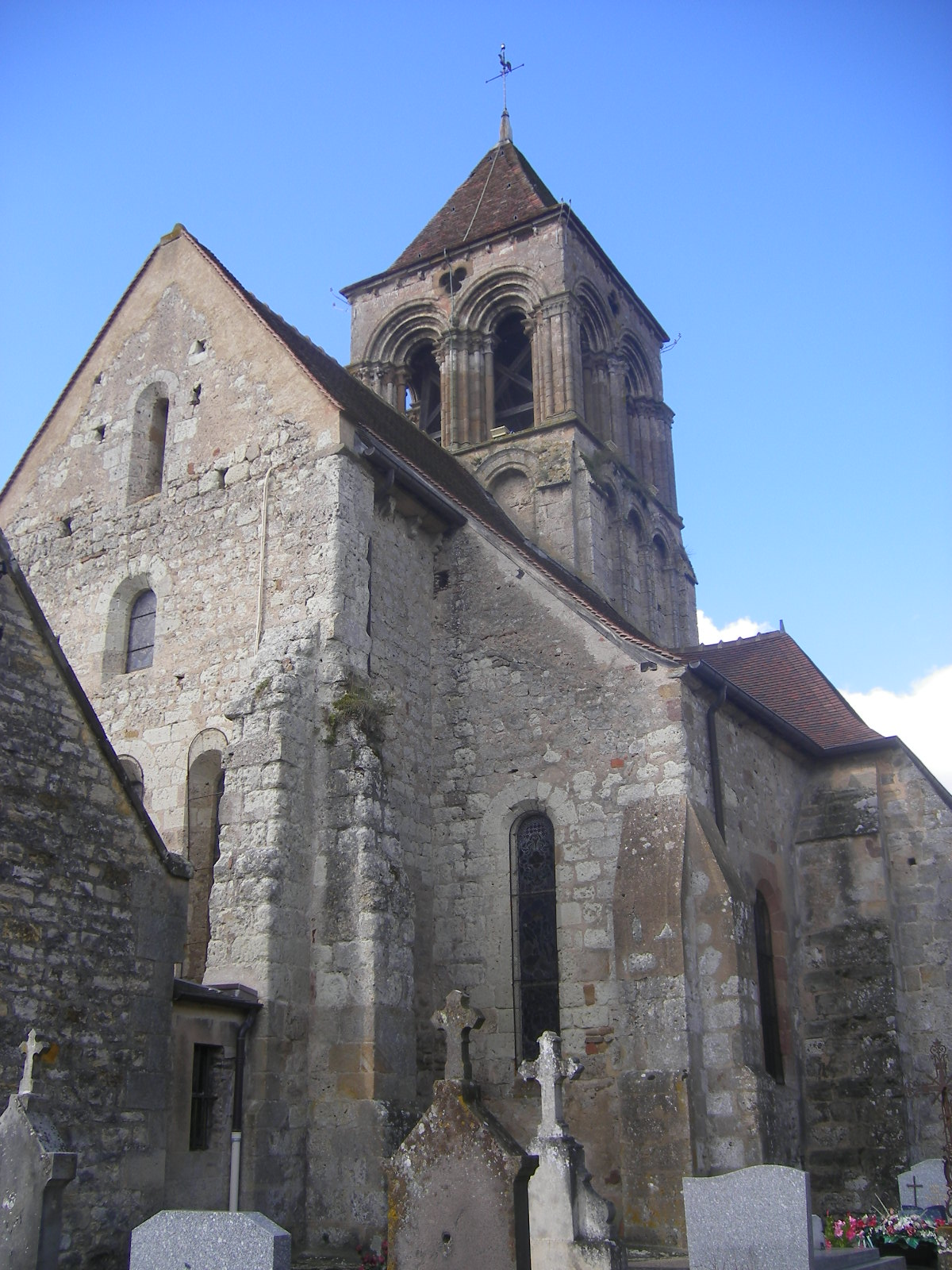
Église Saint-Martin.

Bâtie successivement aux XIe et XIIe siècles par les bénédictins, elle porte le nom de l'apôtre des Gaules, saint Martin. Cet ancien officier de l'armée romaine, né en 316, ordonné prêtre en 371, devint évêque puis archevêque de Tours. Leroy de la Marche affirme que la fondation de ces églises tient, ou au passage du Saint, ou à une relique apportée de son tombeau.
Elle possède un clocher avec faisceaux de colonnettes caractéristiques du début du XIIIe siècle, un chevet plat à trois étroites baies (pouvant être un rappel de la trinité). Un vitrail de la chapelle nord, daté de 1868, représentant saint Martin, est l'œuvre de François Burnel, né à Moulins. Le tympan de la porte principale représente un agneau au milieu des loups, a été offert par la famille princière polonaise, qui séjourna au château de Chaugy de 1852 à 1862. Il fait allusion à la situation politique de la Pologne partagée entre ses deux puissants voisins.
À l'intérieur, une statue en bois polychrome et doré de Saint-Martin datée du XVIIIe siècle (très dégradée par les insectes xylophages, elle est actuellement en restauration chez Samuel Cherprenet, restaurateur d'œuvres d'art à Huriel[réf. nécessaire]). Les fonts baptismaux sont ornés de tête de pierre des XIIe et XIIIe siècles, toujours visibles. Ce bénitier en pierre provient de l'ancienne église paroissiale Saint-Didier de Neuglize/Neuglise, date également du XIIe siècle.
Les cloches de l'église : la plus grosse, date du 1er juillet 1748. À l'époque elle avait été fondue par un dénommé Abadye. Felée, elle fut refondue en 1967 par les frères Paccard. Elle pèse 400 kilogrammes. Elle donne le sol. Sur une face, on peut lire « j'ai été faite en 1748, bénite par Antoine Beauvoir, curé de cette paroisse ». Le parrain était M. Pierre Abel Philippe écuyer seigneur de Chaugy, gentilhomme servant ordinaire de la reine. La marraine était dame Elisabeth Giraudet épouse de Jacques Resseau, receveur des Traites à Bessay. Les sieurs Jacques Guilbert et Gilbert Merie étant fabriciens ou marguilliers selon les régions. Sur l'autre face, on lit « j'ai été refondue en 1967, bénite le 11 juin de la même année par Mgr Bougon, évêque de Moulins ». Le curé était l'abbé Michel, le parrain M. Hubert Neury et la marraine Anne Marie Fagnaud. La deuxième cloche est la plus ancienne, date de 1687 et a été fondue par Terrier. Elle pèse environ 350 kilogrammes et donne le si bémol. Elle a, en relief, une croix décorée de vingt centimètres de haut, ornée de fleurs. Une inscription en relief est présente « verbum caro factum est. St Barbara ora pro nobis ». Le parrain était M. Pierre Giraudet, procureur à Moulins, et la marraine Damoiselle Marie Girault. C'est sur le bord extérieur de cette cloche que frappait autrefois, le marteau de l'horloge paroissiale.

#### Château de Chaugy

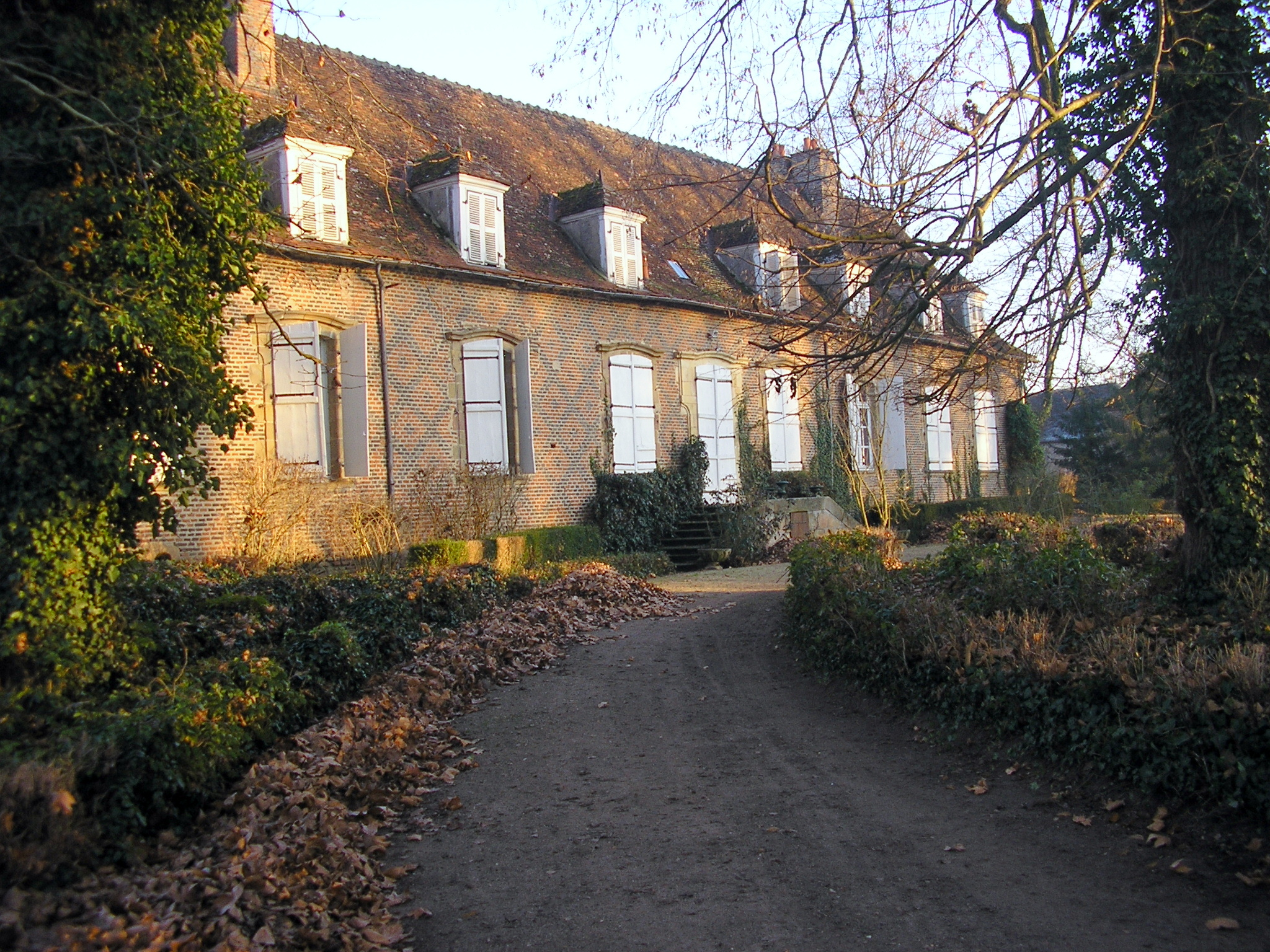
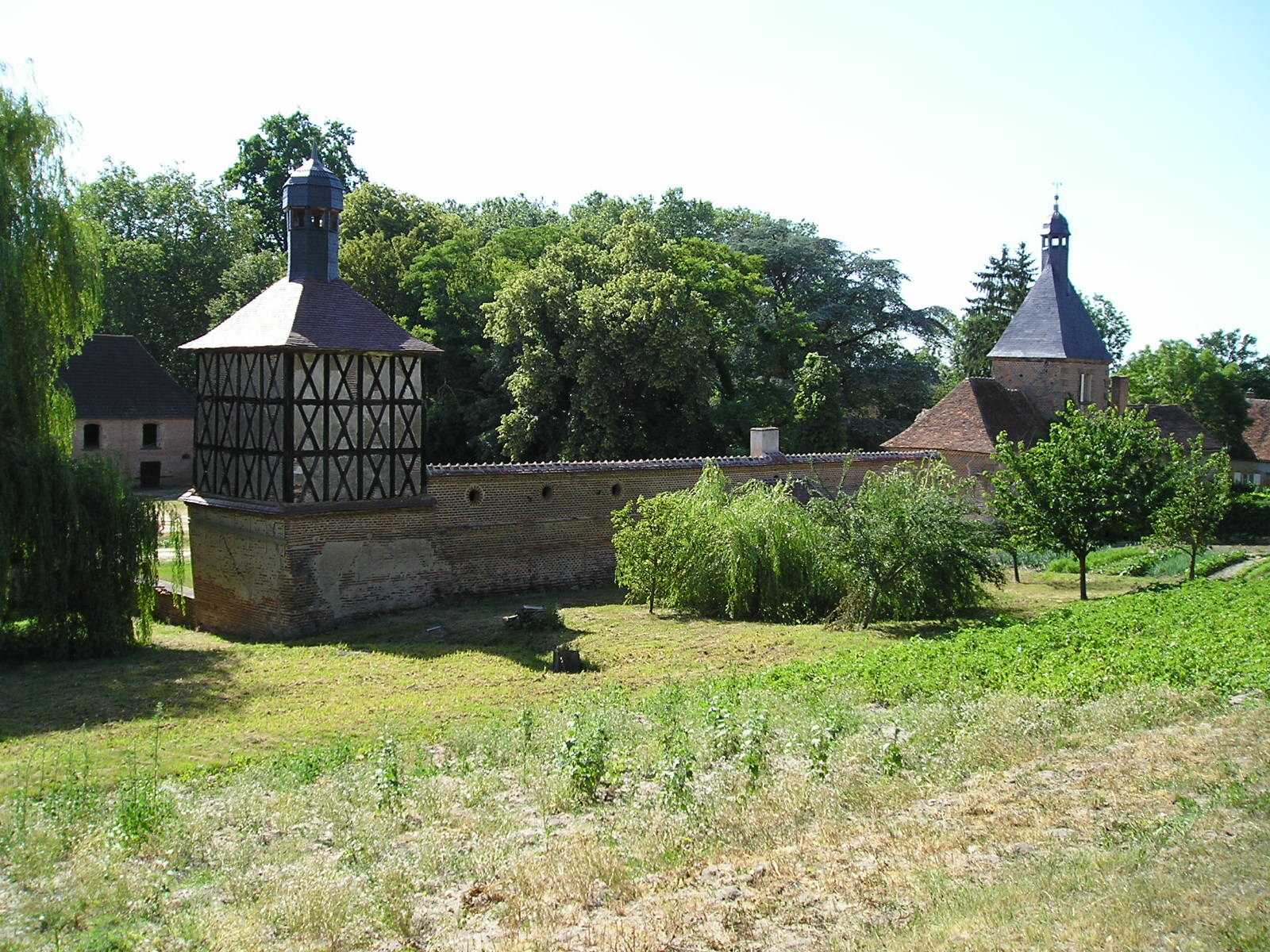

#### Château de Paray

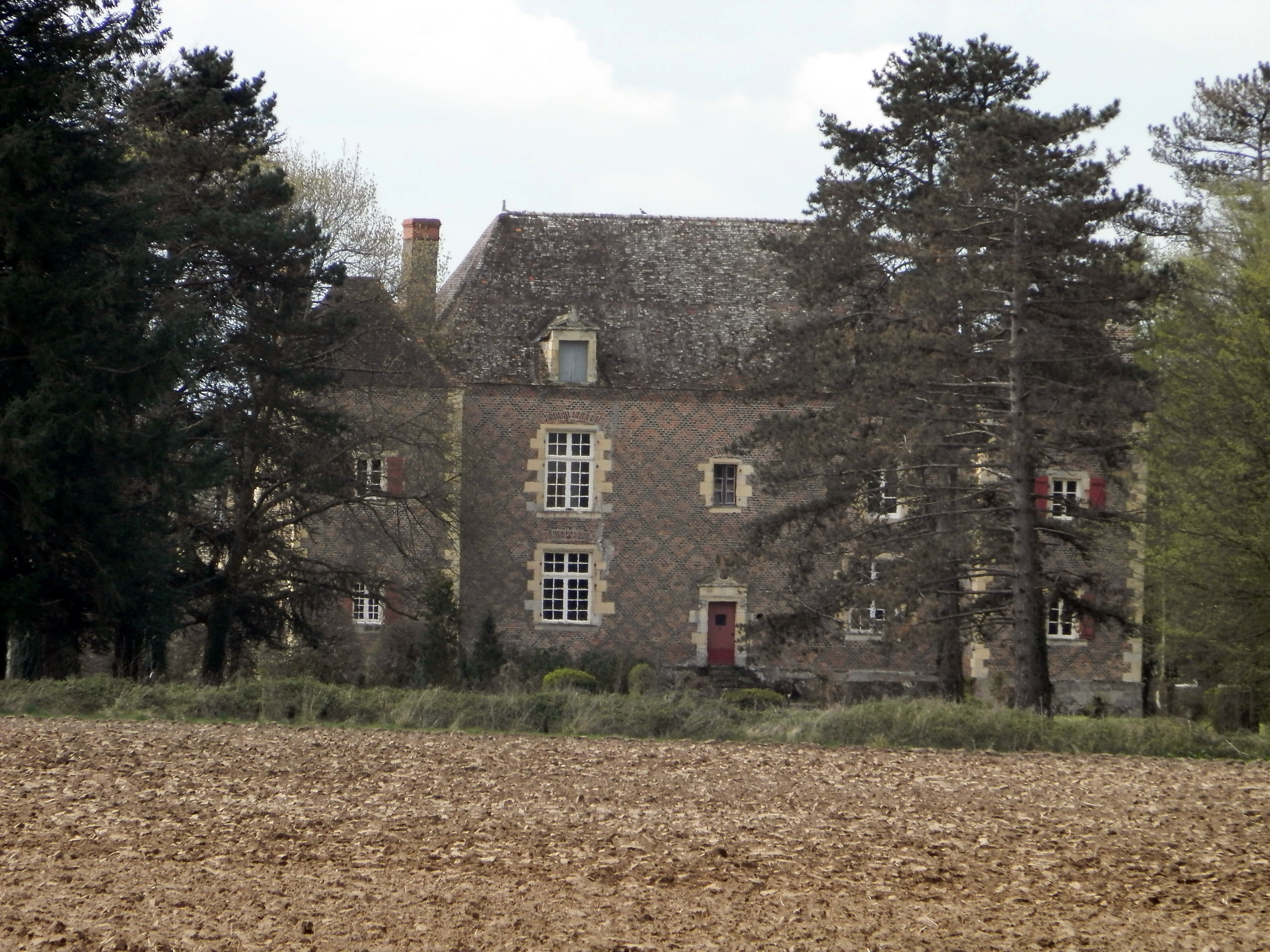
Façade principale du château de Paray.

Sur une motte féodale, il y avait Paray, une maison fortifiée du XIIIe siècle qui se transforma en château, au fur et à mesure des successions et en particulier par la famille Béraud de 1625 à 1628. C'est un logis au corps rectangulaire, avec deux tourelles carrées, porte à linteau avec cartouche aux armes des Béraud, lucarnes de pierre sculptées, briques bicolores en losanges, deux pavillons aux angles de la cour avec lanternon de 1861 et parc boisé. À l'intérieur, belle cheminée représentant Cérès et Bacchus. Beau plafond à la française d'époque et dallage de marbre. Ce château passa aux mains de maintes familles, dont le premier président au Présidial d'Auvergne à Riom : Jacques Amable Rollet D'Avaux. Riche seigneur. Il fut en butte à l'envie et à la haine et en 1793, signalé comme accapareur, fut arrêté avec sa femme. L'instruction révéla qu'il était en correspondance avec des émigrés, qu'il pourvoyait aux besoins des prêtres insermentés, recevait et faisait connaître les Bulles pontificales et les manifestes des princes. Conduits à Paris, ils furent traduits devant le Tribunal révolutionnaire sur les réquisitions de Fouquier-Tinville le 14 floréal an II (13 mai 1794). Ils furent condamnés à mort et exécutés le même jour. Les propriétés furent confisquées et vendues comme biens nationaux.

#### Hameau de Neuglise ouNeuglize(ancienne paroisse)
46° 27′ 26″ N, 3° 23′ 22″ E Maison à pans de bois (propriétaire privé) du XVIIe siècle classée depuis 1988 à l'inventaire des monuments historiques de l'Allier et dont la restauration a été terminée en 2013 pour la partie « corps principal ». Il reste des aménagements extérieurs à terminer.

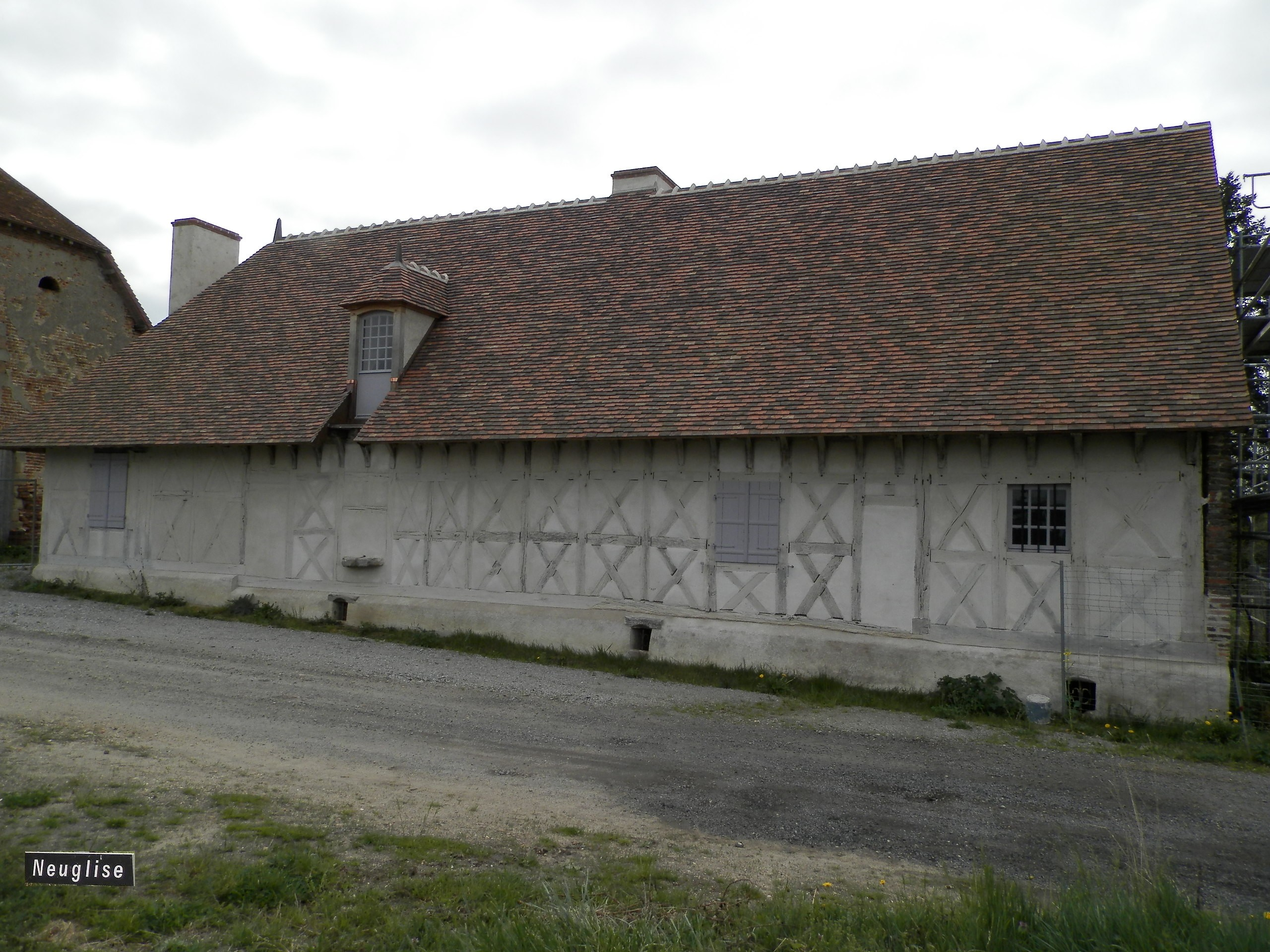
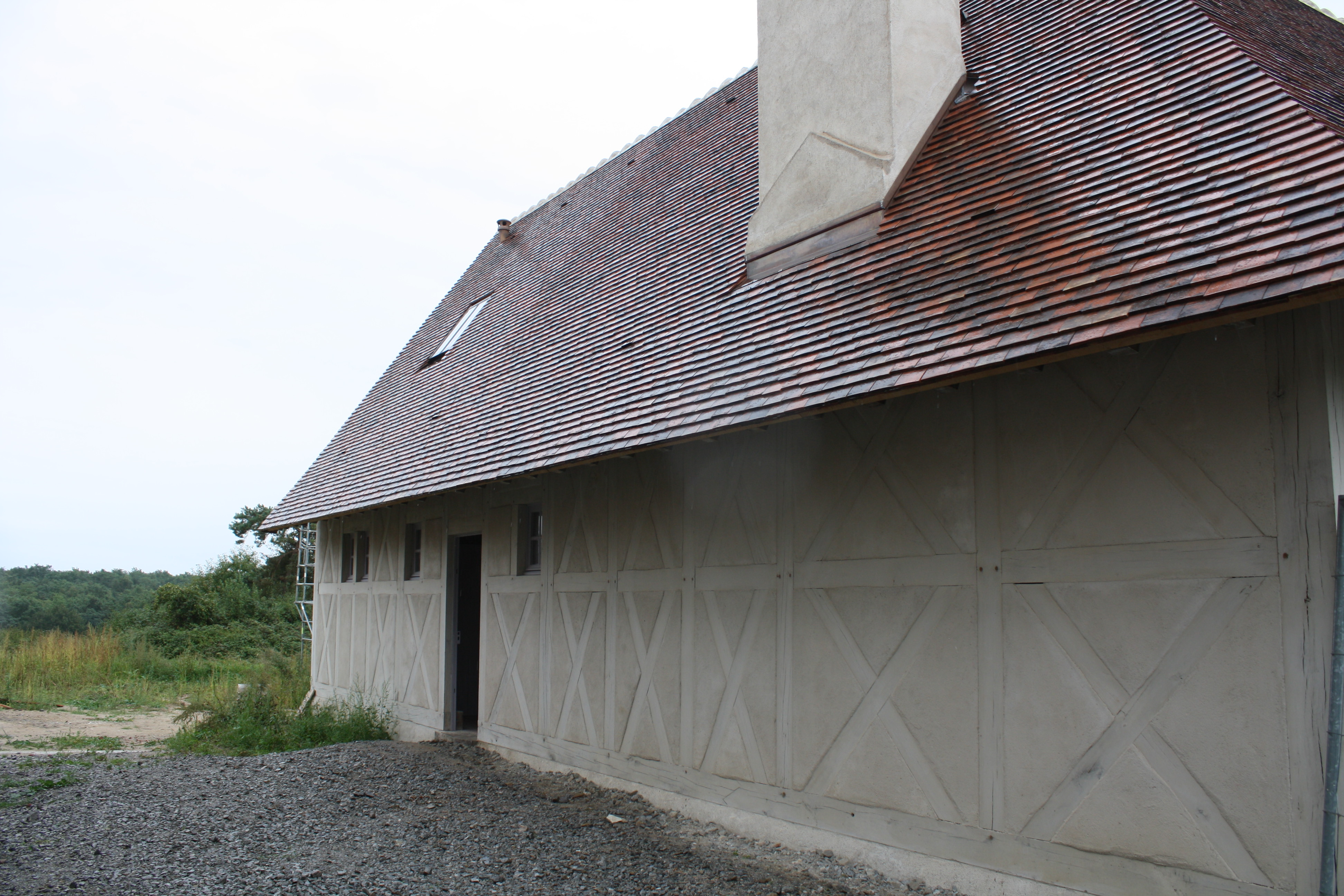
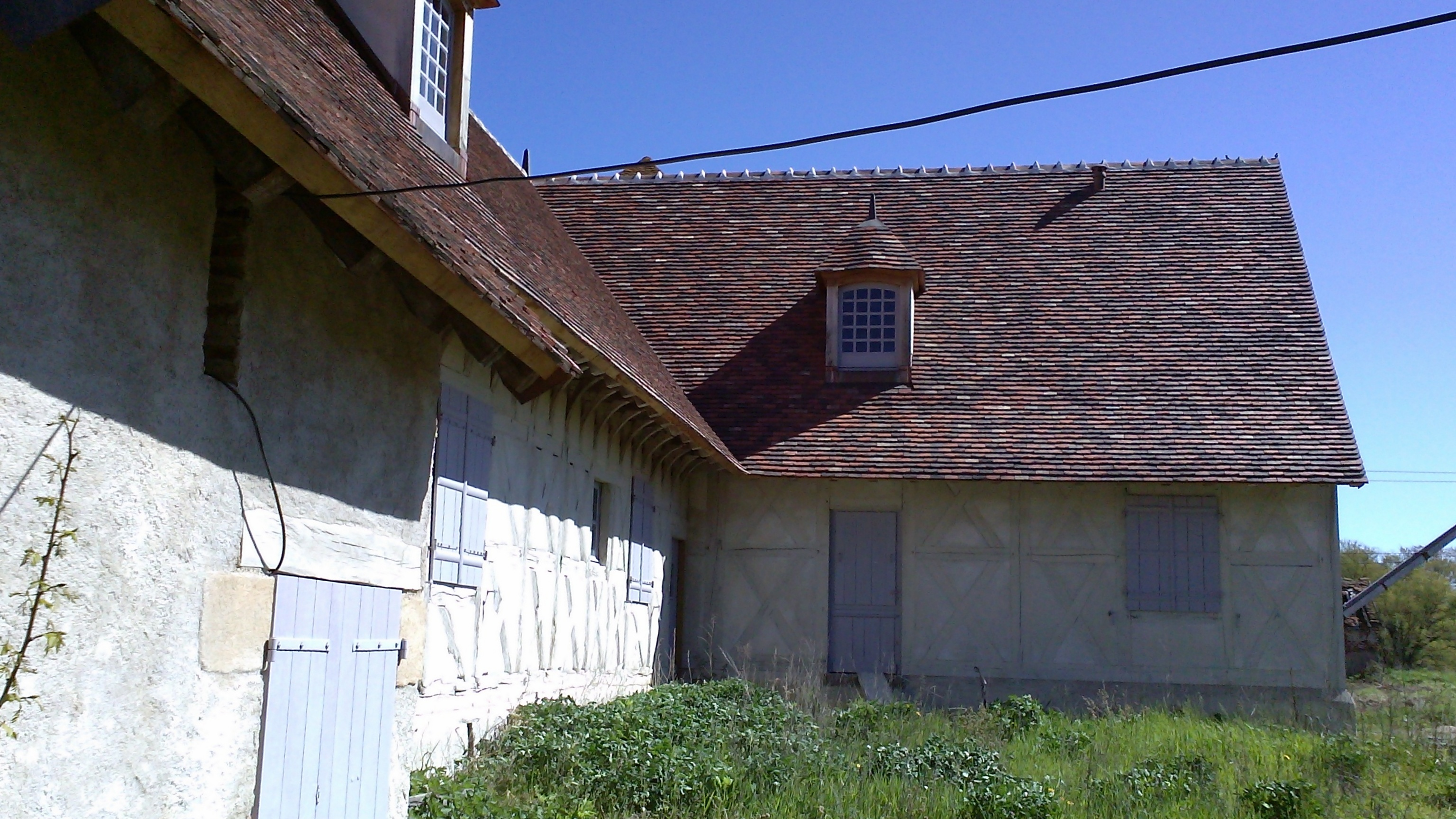
Cour intérieure.
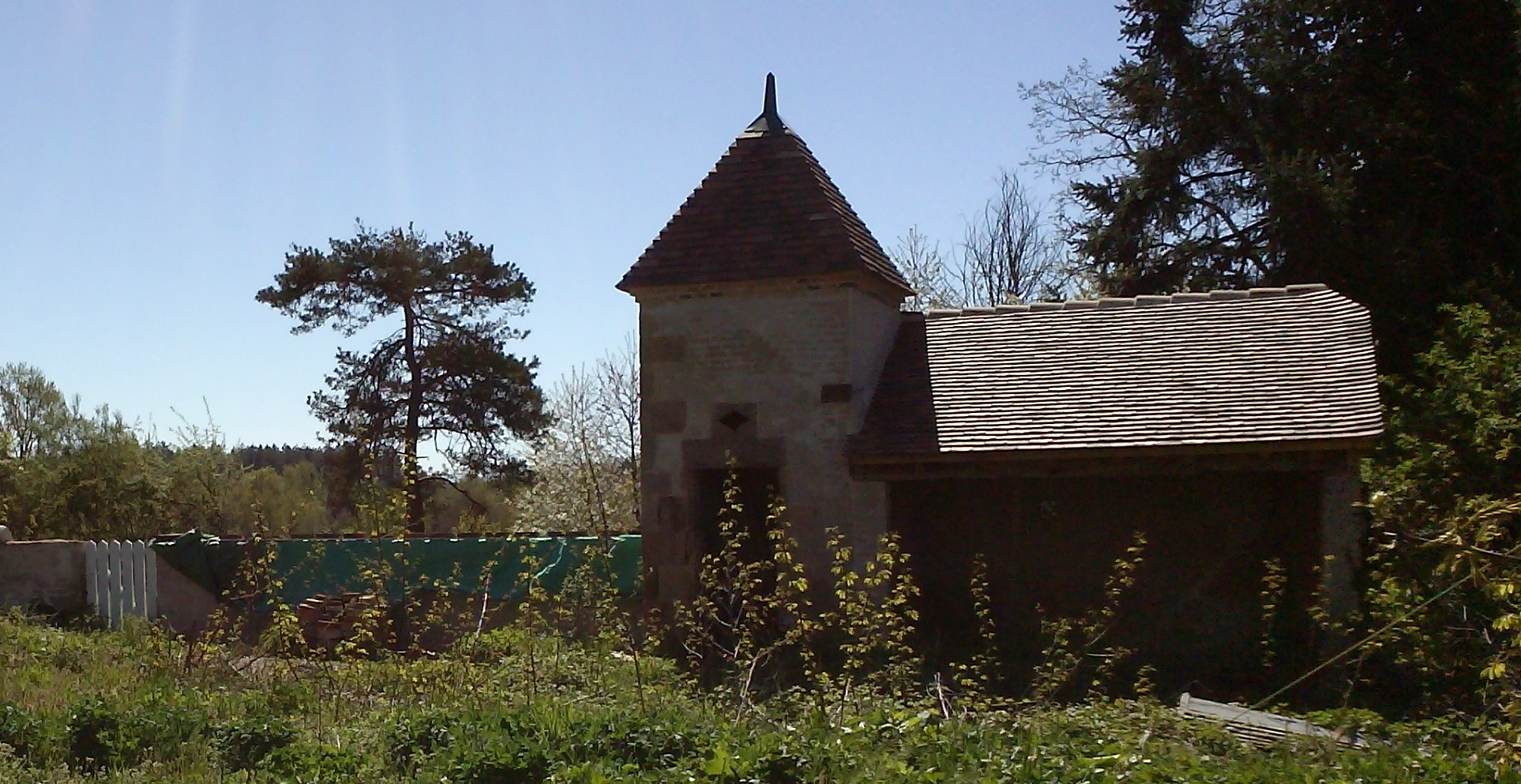
Cour intérieure - petite tourelle.

#### Autres bâtiments

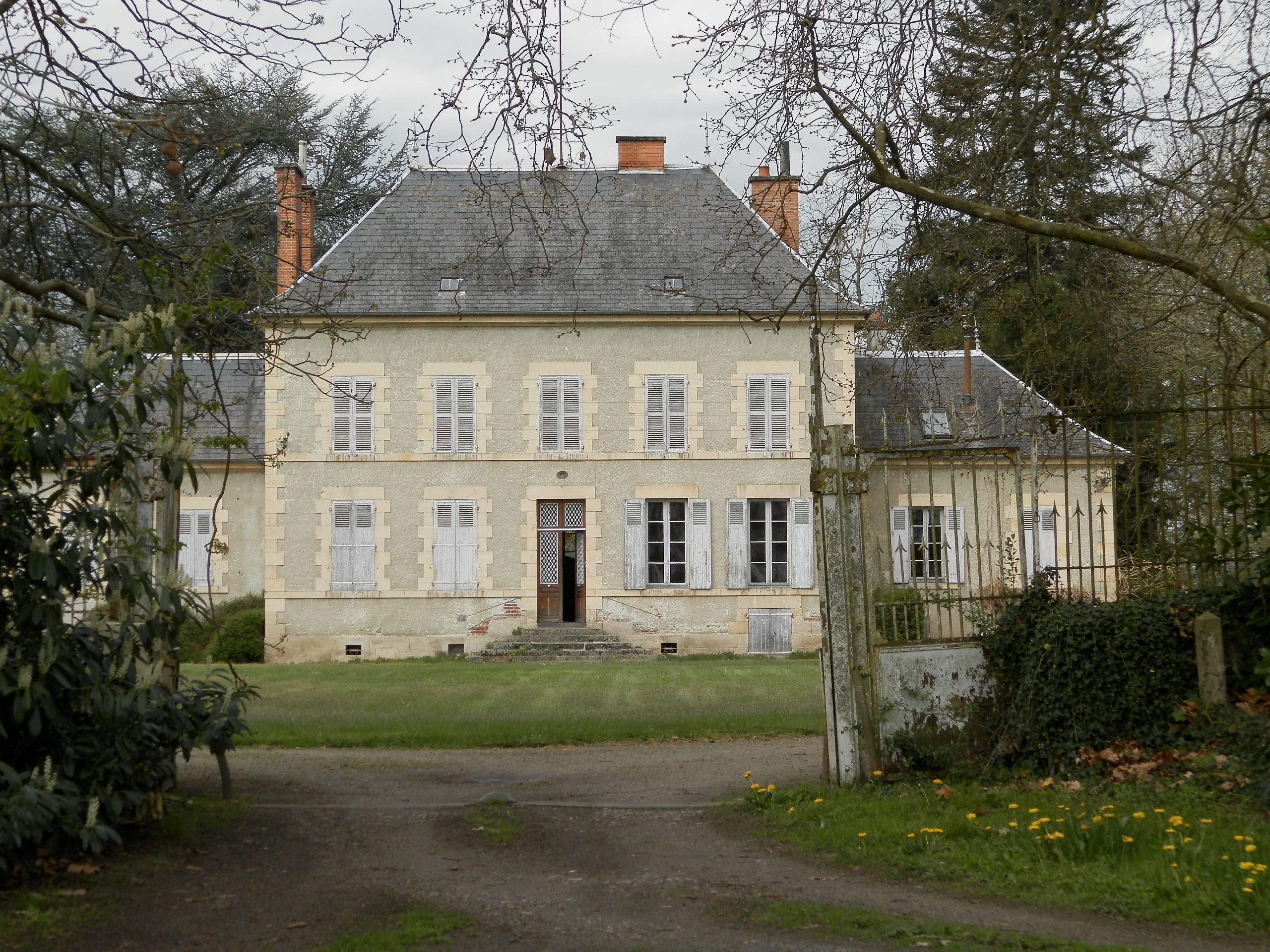
Petit château Bessonat.

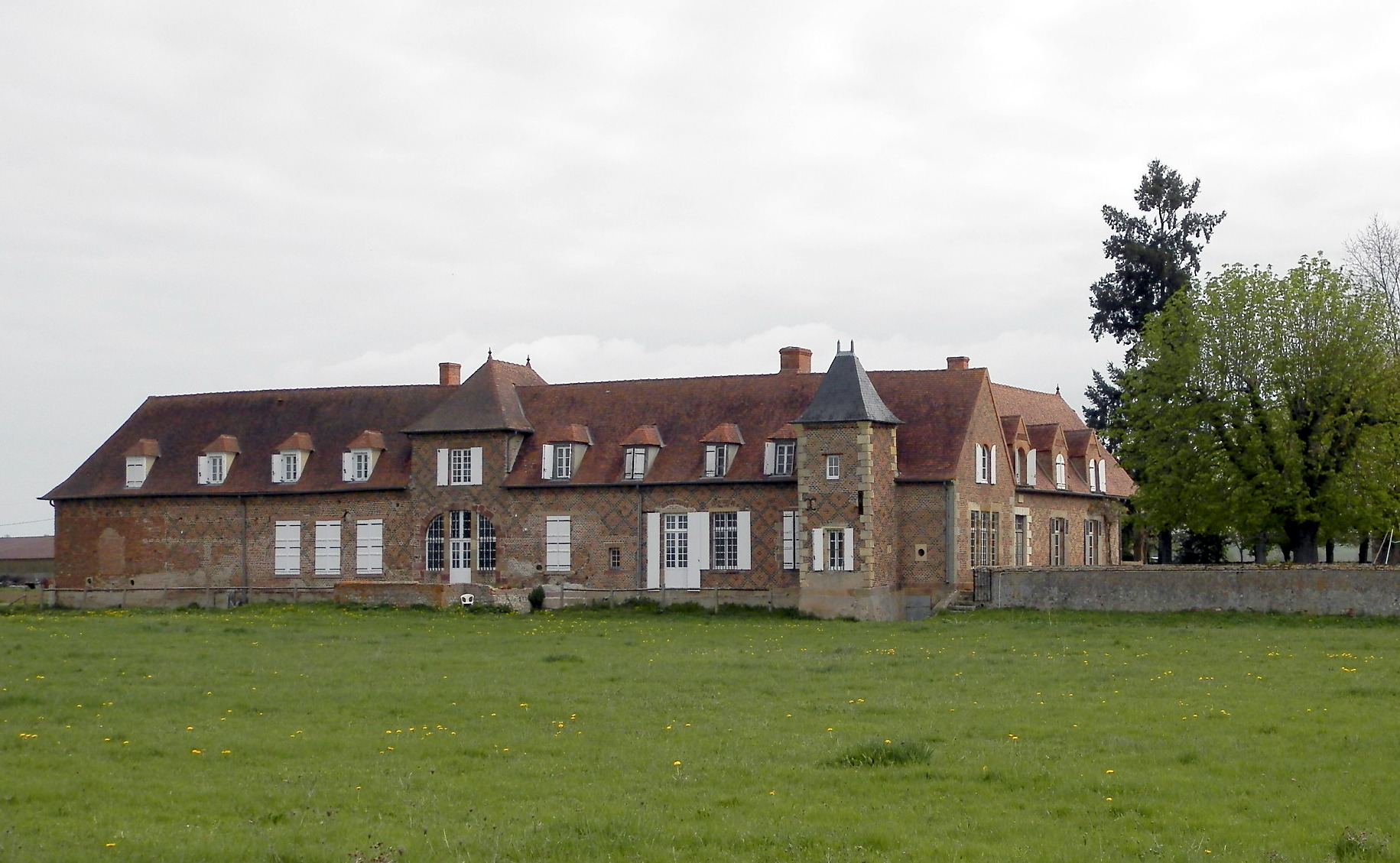
Le Moutier.

Le Petit Bessonnat. Il s'agit d'un logis de 1867 avec deux pigeonniers carrés aux angles de la cour.
Le château du Moutier ou Moustier. Du château féodal de Bessay dépendait au XVe siècle, une garenne dite « du Roussat » qui s'étendait le long de la rivière Allier. Cette garenne dépendait en grande partie de la paroisse de Chemilly et avait donc été détachée jadis de la rive gauche de la rivière lors d'un changement de lit. Vers 1450, plusieurs familles bourgeoises de Moulins et en particulier les Pietre du Moustier obtinrent du duc de Bourbon l'autorisation de défricher cette vaste étendue, moyennant rentes à verser au trésor ducal. Les domaines ainsi créés étaient chargés des droits de novales. Ces novales furent l'occasion de procès sans fin entre les curés de Chemilly et de Neufglise. Le Moustier était le centre d'une agglomération très vivante où se tenait une foire importante et qui aurait été détruite par une crue de la rivière Allier. À la famille du Moustier succédèrent deux familles dont l'argentier de la duchesse Anne de Bourbon qui transforma le logis et l'agrandit dans de vastes proportions. En 1517, le château se présente comme un grand corps de logis à double façade couvert d'ardoises et flanqué de deux pavillons carrés. Devant le corps de logis se situe une cour entourée de murs et remparée avec des fossés tout autour, avec colombier, chenevière et garenne. Ensuite, le château devint la propriété du receveur général qui fit édifier un château flanqué de tourelles et précédé d'une vaste cour fermée. De ce château, il ne reste que les tourelles ouest, les murs de la cour, deux pavillons de chaque côté de l'entrée et le portail en pierre (classé).
Le château des Robinats : Nom donné par une communauté mentionnée dès 1337 qui défricha une partie du bois de bord. Maison de maître avec haut toit à lanternon et communs, porche à clef armoriée des XVIIIe et XIXe siècles avec échauguette carrée à l'angle de la cour.

### Équipements culturels
- Le centre socio-culturel, rue du 19-Mars-1982 (en face de l'église Saint-Martin). Bâtiment d'environ 450 m2 inauguré en 2009, il abrite plusieurs salles : l'école de musique[Note 17] avec un auditorium extérieur, une salle audiovisuelle (cinéma), la bibliothèque, le club informatique et multimédia, des locaux techniques.
- La salle polyvalente, rue du Bicentenaire. Bâtiment comprenant une salle de 216 m2 inauguré le 22 mai 1982, mis à disposition en priorité pour les associations communales afin de leur apporter une aide matérielle. Il peut accueillir deux cents personnes pour les manifestations de type Assemblées générales, réunions d'information et lors de certaines cérémonies (mariage, communion, etc.). Il est le lieu des traditionnels vœux de la mairie aux habitants de Bessay.

### Patrimoine naturel
- La réserve naturelle nationale du val d'Allier créée en 1994 et dont une partie se situe sur la commune de Bessay.

### Personnalités liées à la commune
- François Louis, vicomte de Courthille, né à Bessay le 8 janvier 1815 au château du Moûtier. Il a été nommé chevalier de la Légion d'honneur le 28 avril 1847 en qualité d'agronome. Il a été sous-préfet de Montfort-sur-Meu et est décédé le 14 mars 1872[33].

### Galerie photographique

Bessay aux environs de 1900
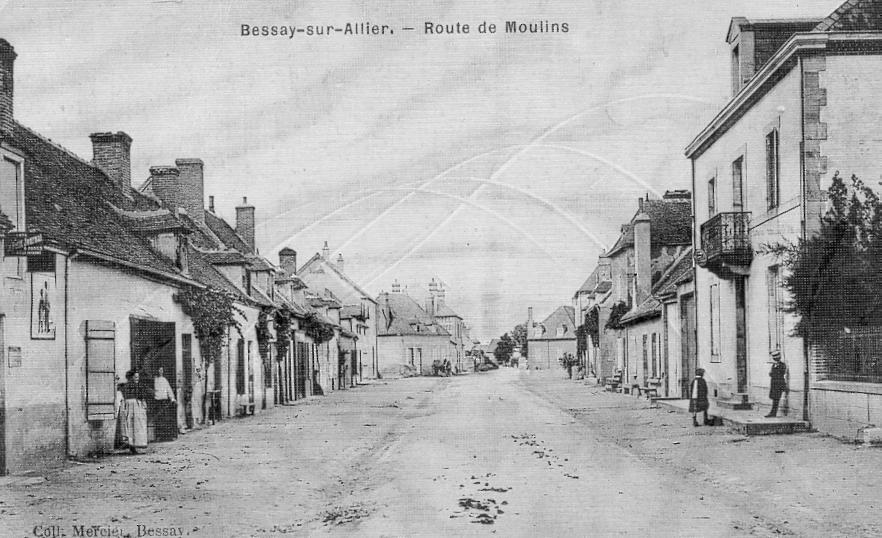
Route de Moulins.
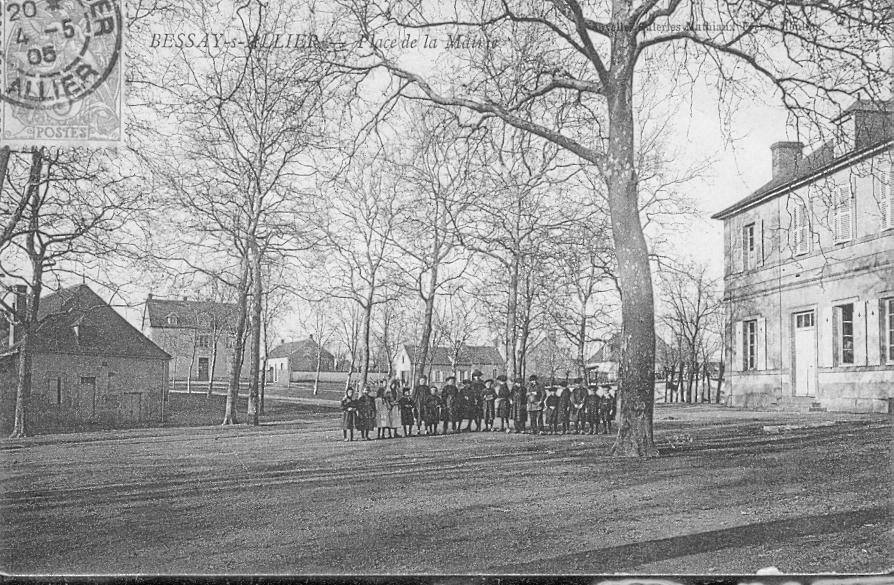
La place en 1905.
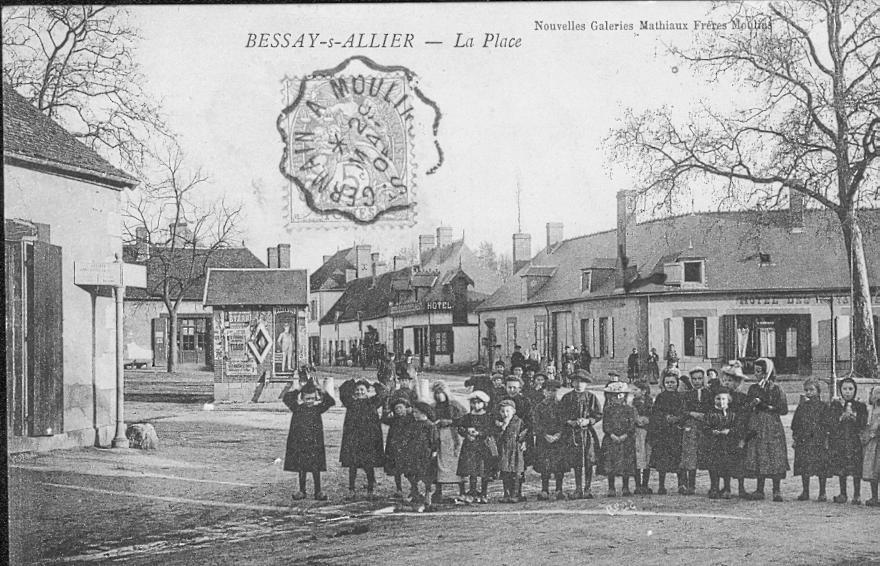
La place en 1905.
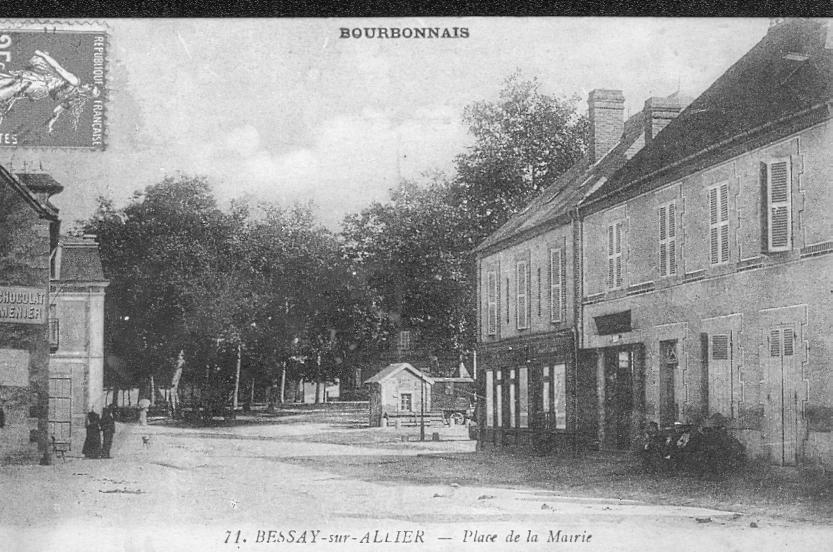
La place en 1917.
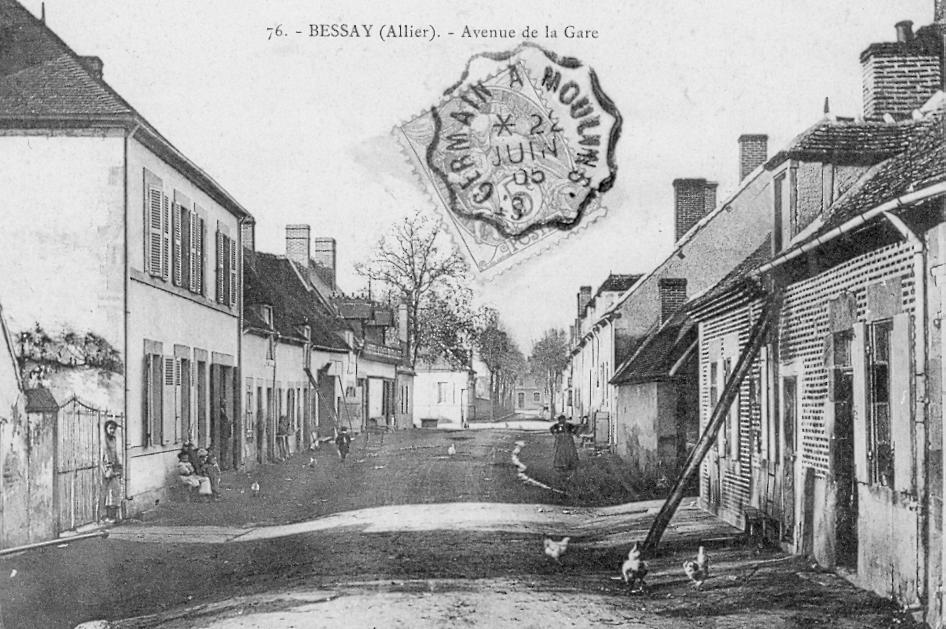
L'avenue de la gare en 1905.
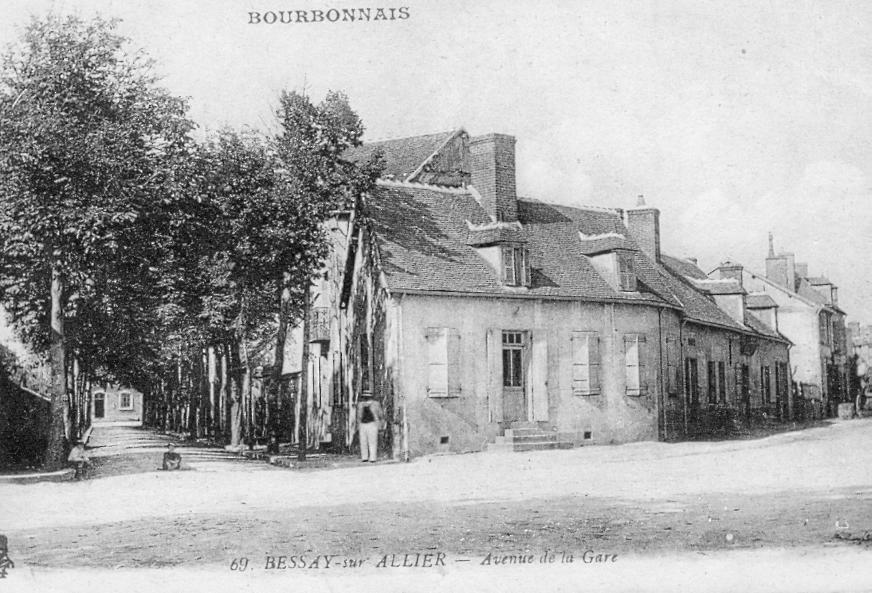
L'avenue de la gare en 1918.
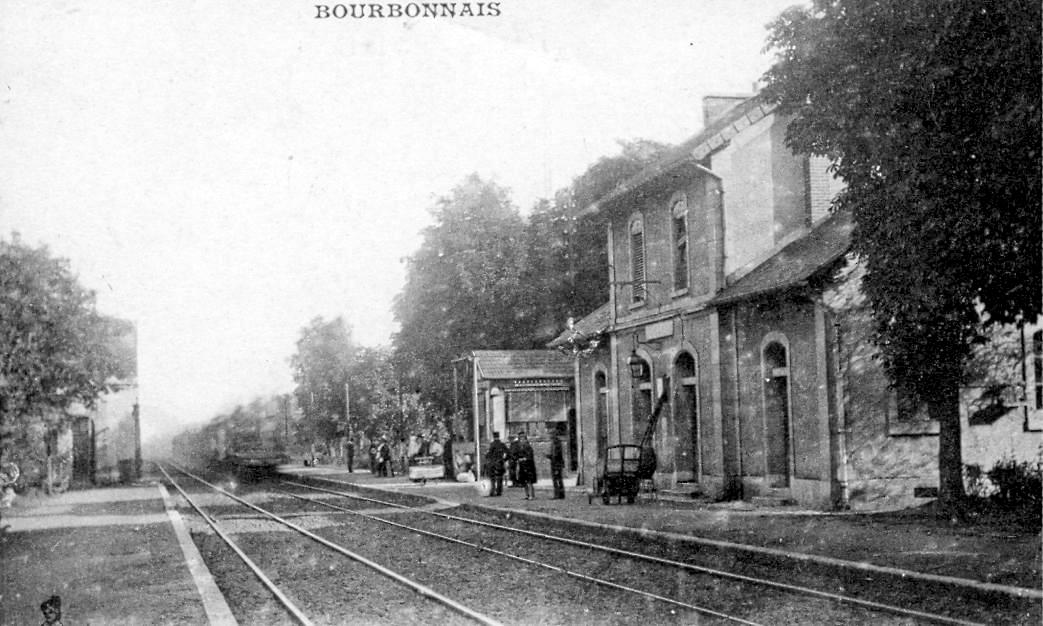
La gare.
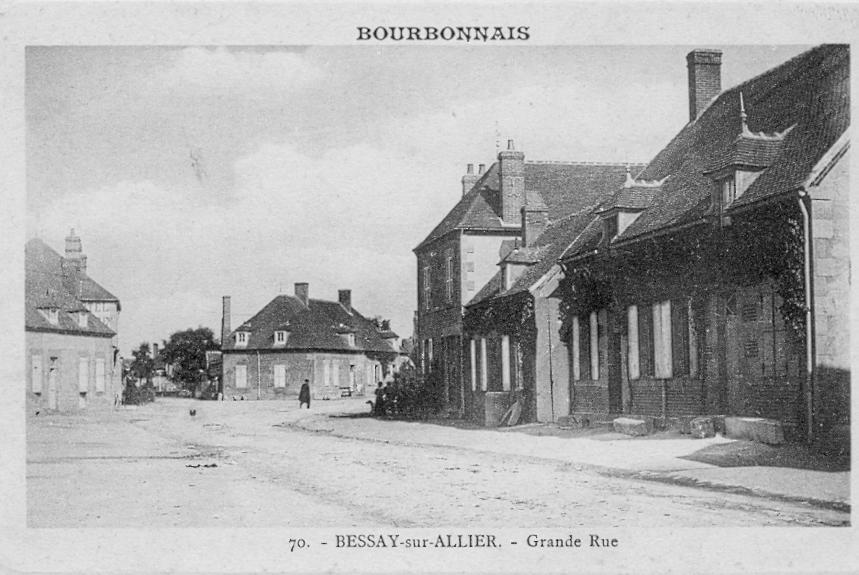
La grande rue.
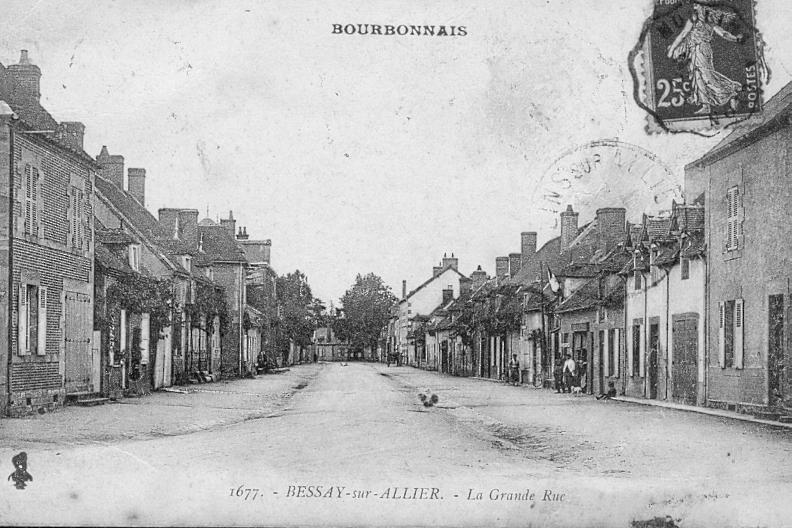
La grande rue en 1922.
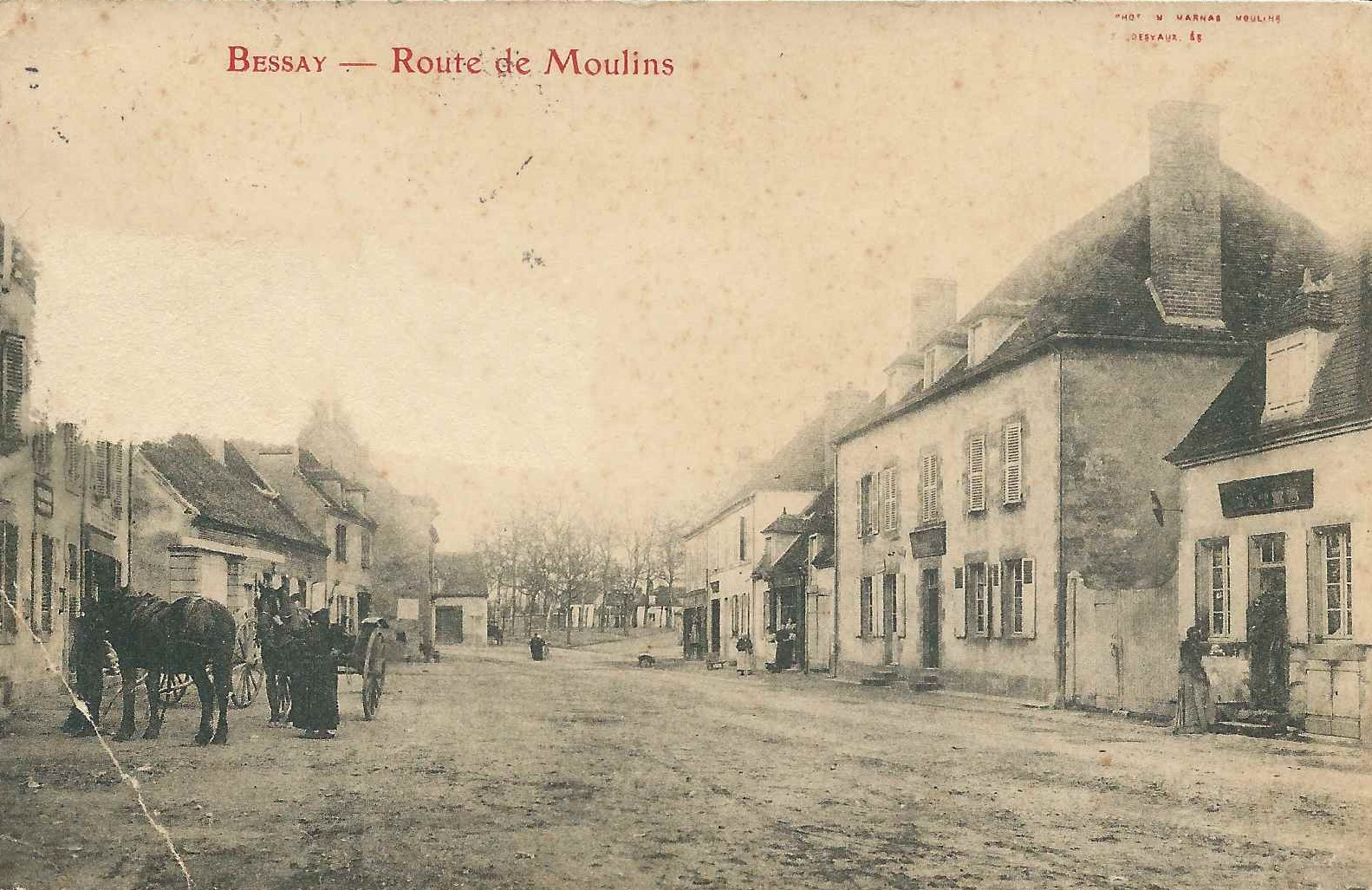
La grande rue.
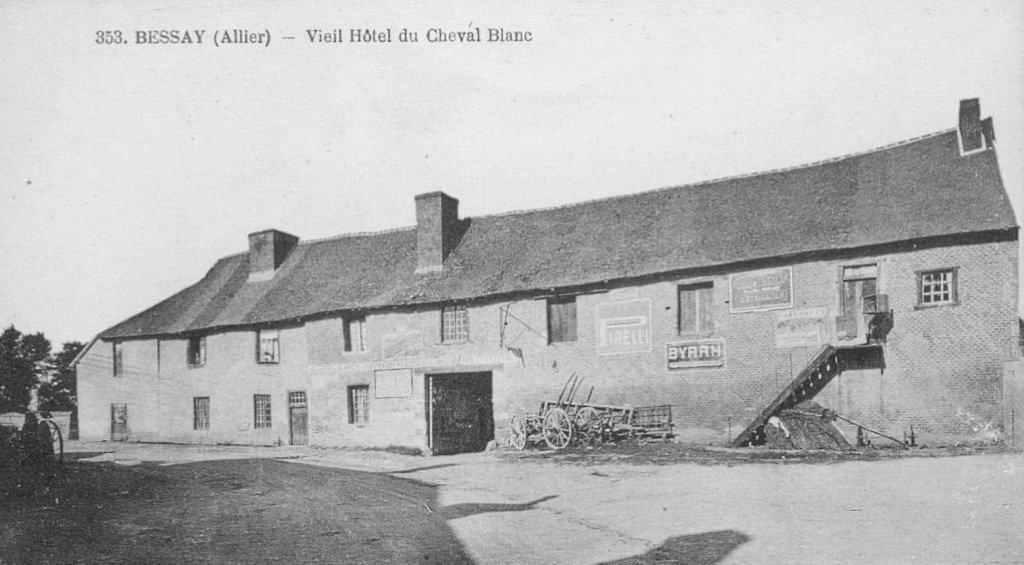
L'ancien hôtel du Cheval blanc.
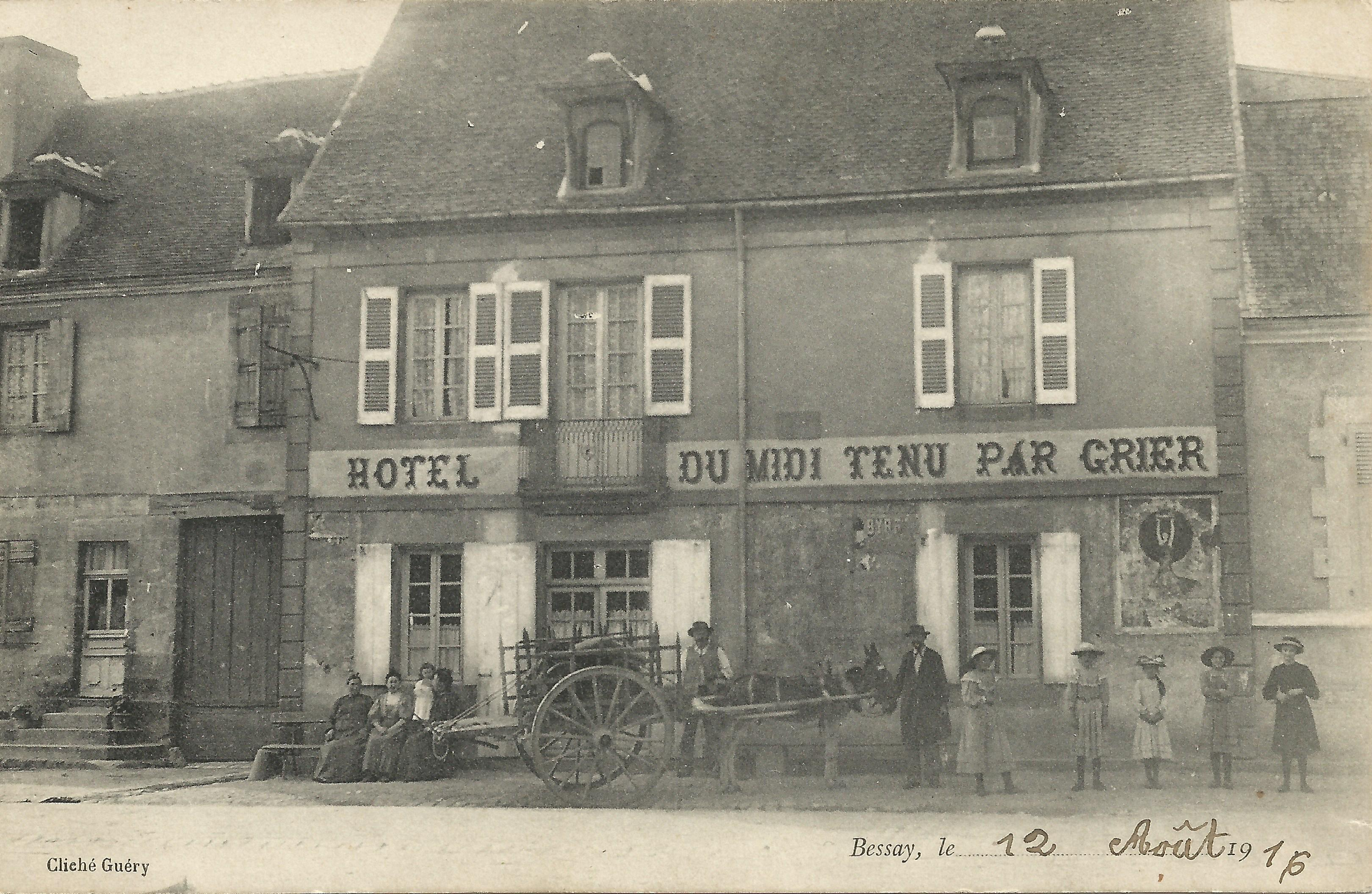
L'ancien hôtel du Midi.

### Héraldique
|  | Les armes de la commune se blasonnent ainsi : Écartelé, le trait du coupé crénelé de 4 pièces : au premier de sinople à la tête de cheval d'or, au deuxième d'argent à la fasce ondée d'azur, au troisième d'argent à la couronne de lauriers de sinople, au quatrième de sinople à la gerbe d'or. |